# Stefan Kaiser (Skispringer)
Stefan Kaiser (* 15. Februar 1983 in Villach) ist ein ehemaliger österreichischer Skispringer.

## Werdegang
Stefan Kaiser ist Mitglied des Kärntner Vereins SV Achomitz. Das Gailtaler Dorf Achomitz hat sich im Laufe des letzten halben Jahrhunderts den Ruf eines Skispringerdorfes eingehandelt und schon Springer wie Karl Schnabl, Hans Wallner, Hans Millonig und Sepp Gratzer hervorgebracht.
Beim europäischen Olympischen Jugendfestival gewann Stefan Kaiser Silber mit dem Team und Bronze in der Einzelkonkurrenz. Bei den Juniorenweltmeisterschaften wurde er 1999 in Saalfelden am Steinernen Meer und 2000 im slowakischen Štrbské Pleso Juniorenweltmeister mit dem Team, 2001 im polnischen Karpacz Vizejuniorenweltmeister mit dem Team und konnte 1999 und 2001 den dritten Platz im Einzelspringen erzielen. Er gewann drei Springen im Continental Cup und erreichte insgesamt zwölf Podestplätze.
Im Jahr 2001 stellte Kaiser auf der Wielka-Krokiew-Schanze in Zakopane mit einer Weite von 135,5 Metern einen neuen Schanzenrekord auf und verbesserte dabei die bisherige Bestmarke des Polen Aleksander Bojda um fünf Meter.
Im Weltcup war Kaiser dreimal unter den Top 15: 7. Platz in Oberstdorf (GER), Tournee, 9. Platz in Falun (SWE) und 14. Platz in Sapporo (JPN).
In der Saison 2006/07 sprang Stefan Kaiser mit wechselndem Erfolg im Continental Cup, bei der Universiade und im FIS-Cup.
Nach der Universiade 2009 im chinesischen Harbin, wo er mit der österreichischen Mannschaft noch einmal die Silbermedaille im Mannschaftsspringen erringen konnte, beendete er seine Karriere.

## Erfolge

### Weltcup-Platzierungen
| Saison  | Platz | Punkte |
| ------- | ----- | ------ |
| 2000/01 | 44.   | 76     |
| 2001/02 | 56.   | 21     |
| 2004/05 | 64.   | 17     |
| 2007/08 | 80.   | 03     |